# Schwert-Alant
Der Schwert-Alant (Pentanema ensifolium (L.) D.Gut.Larr., Santos-Vicente, Anderb., E.Rico & M.M.Mart.Ort., Syn.: Inula ensifolia L.), auch Schwertblatt-Alant oder Schmalblatt-Alant genannt, ist eine Pflanzenart aus der Gattung Pentanema innerhalb der Familie der Korbblütler (Asteraceae).

## Beschreibung

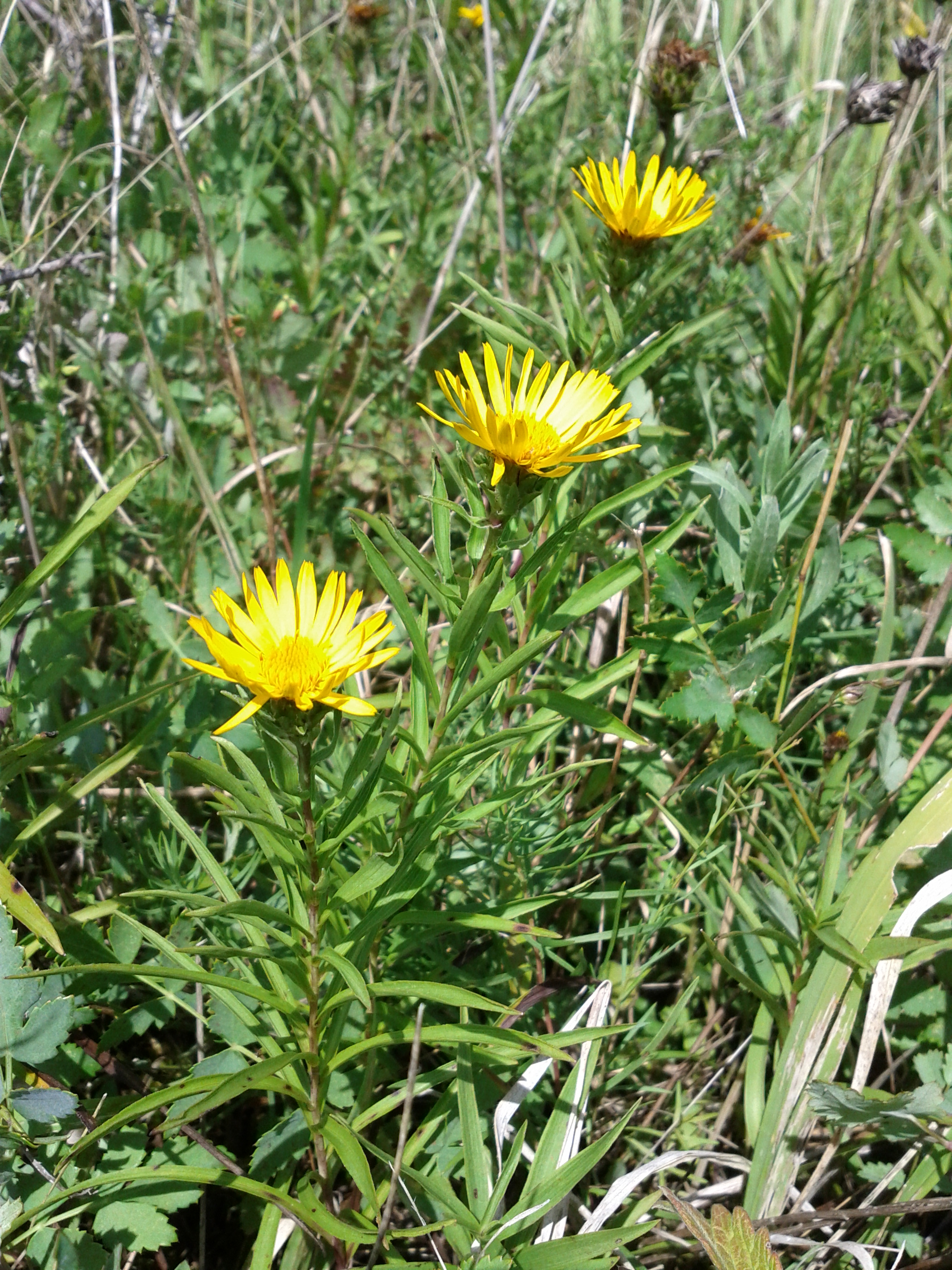
Habitus

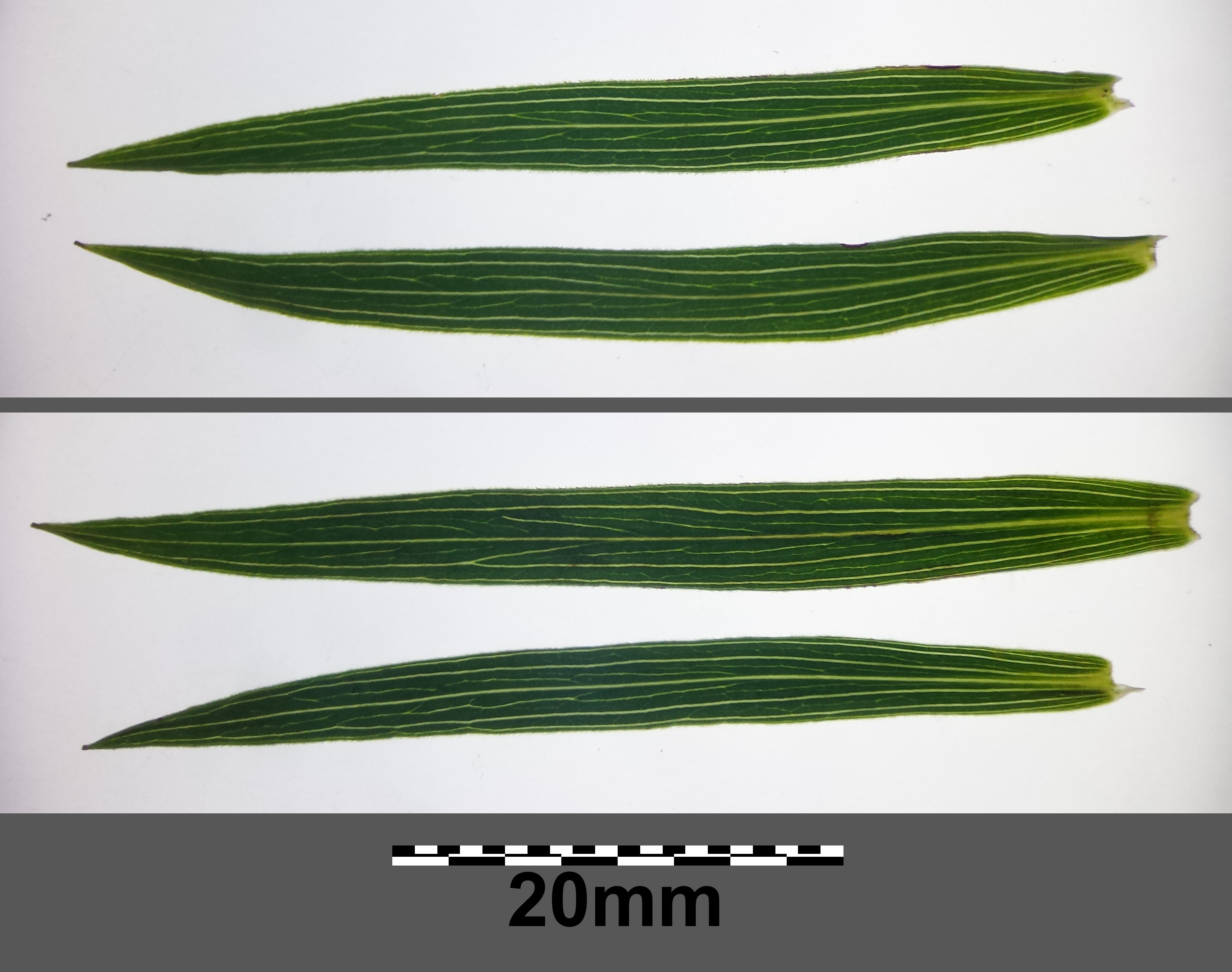
Schwertförmige Laubblätter mit parallelen Nerven

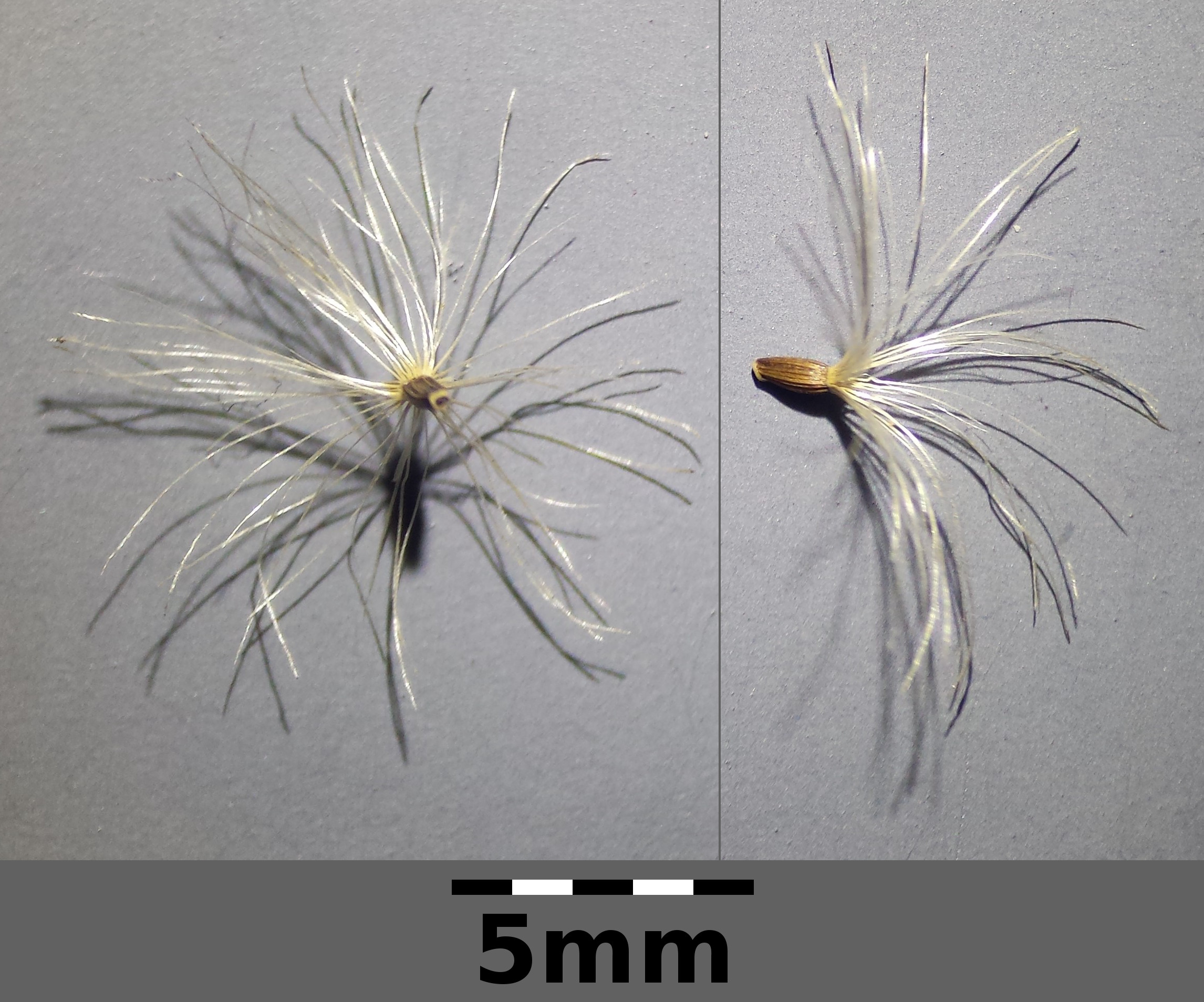
Achänen mit Pappus

### Vegetative Merkmale
Beim Schwert-Alant handelt es sich um eine ausdauernde krautige Pflanze, die mit einem aufrechten Stängel Wuchshöhen von 10 bis 40, teilweise bis 50 Zentimetern erreicht.
Die etwas steifen, spitzen, dunkelgrünen Laubblätter sind fast ganzrandig und am Rand kurz bewimpert, auf den Flächen aber kahl. Im Gegensatz zu anderen Pentanema-Arten sind die Blattspreiten parallelnervig. Die mittleren, sitzenden Stängelblätter sind bei einer Breite von 3 bis 8 Millimetern länglich-lanzettlich.

### Generative Merkmale
Die Blütezeit dauert von Juni bis August. Jeder Stängel besitzt meist nur einen körbchenförmigen Blütenstand, der einen Durchmesser von 25 bis 50 Millimeter aufweist. Der Blütenkorb enthält innen goldgelbe Röhrenblüten und am Rand ebenfalls goldgelbe Zungenblüten, welche die Hülle weit überragen.
Die fast kahlen Achänen besitzen eine Länge von 2 bis 2,5 Millimetern.
Die Chromosomenzahl beträgt 2n = 16.

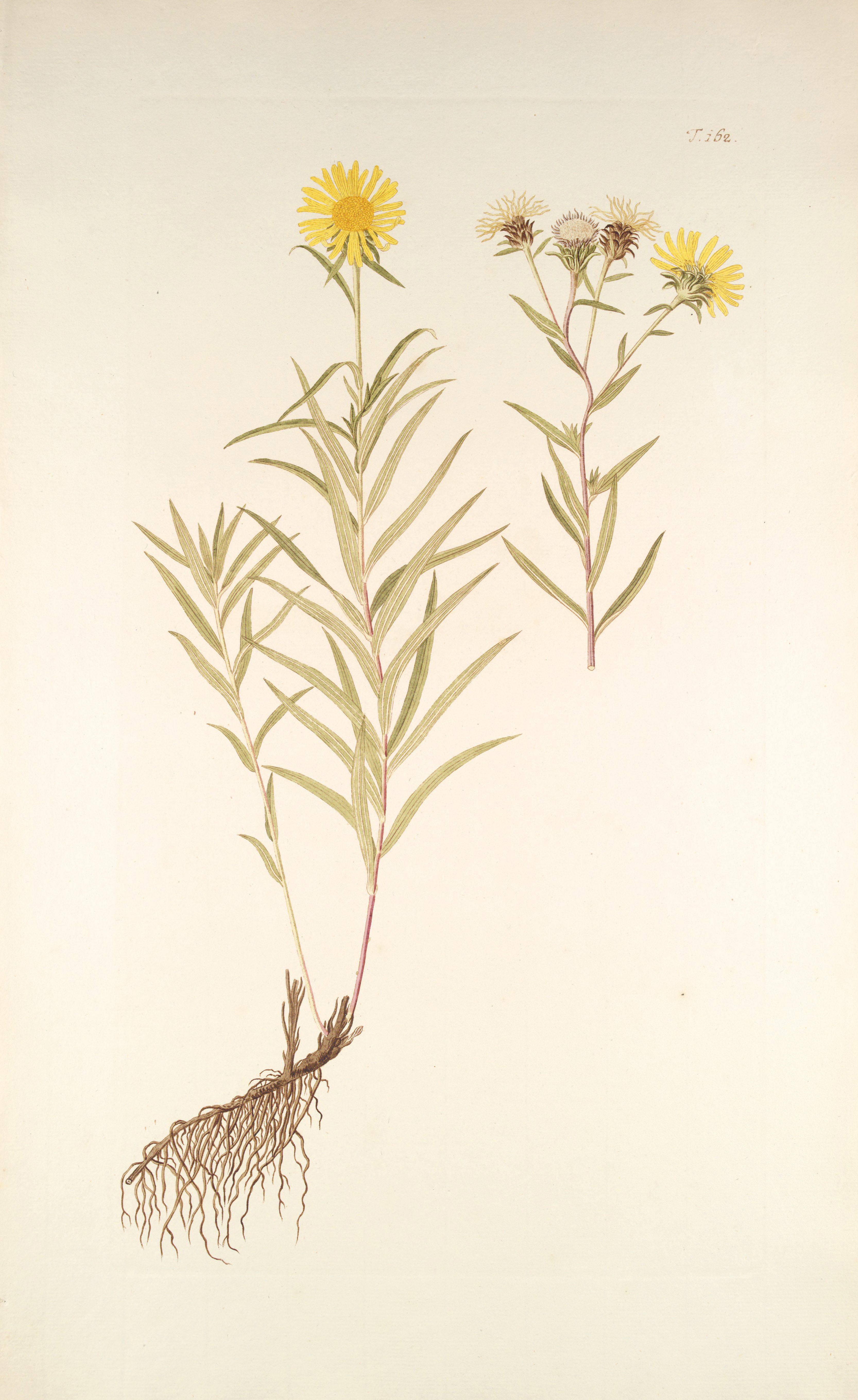
Illustration der Art Pentanema ensifolium

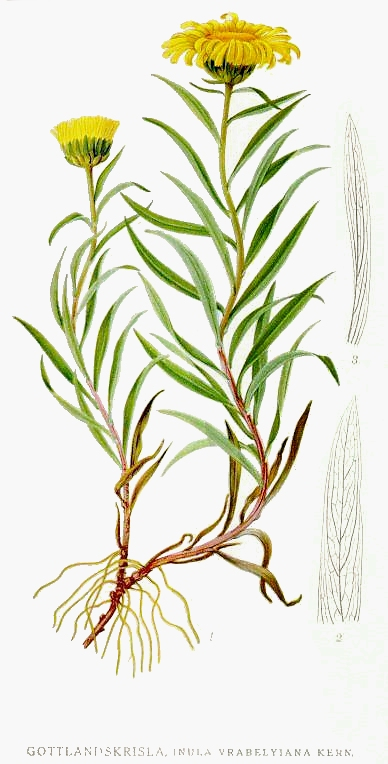
Illustration der Hybride Inula ensifolia × Inula salicina

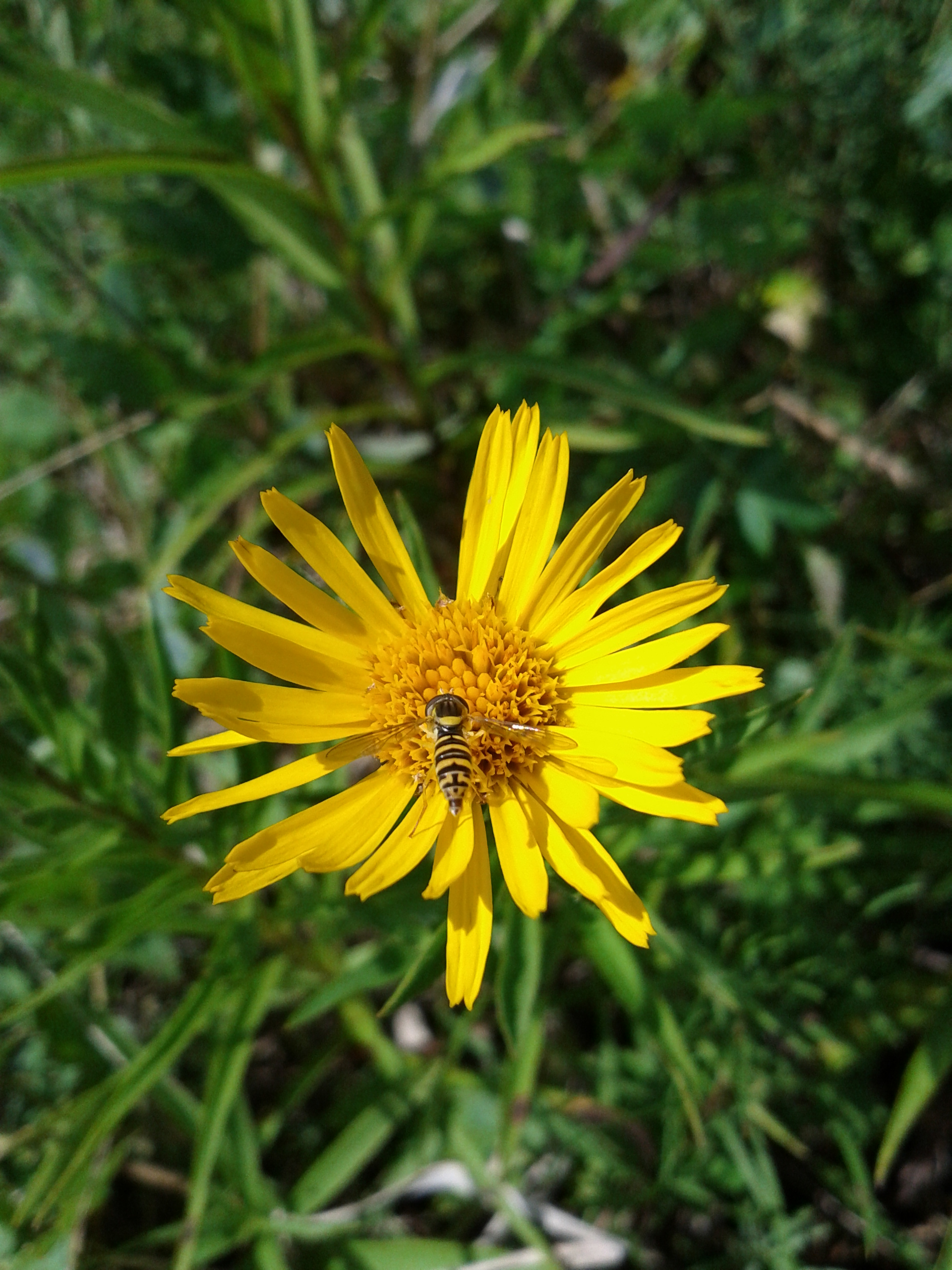
Blütenkorb
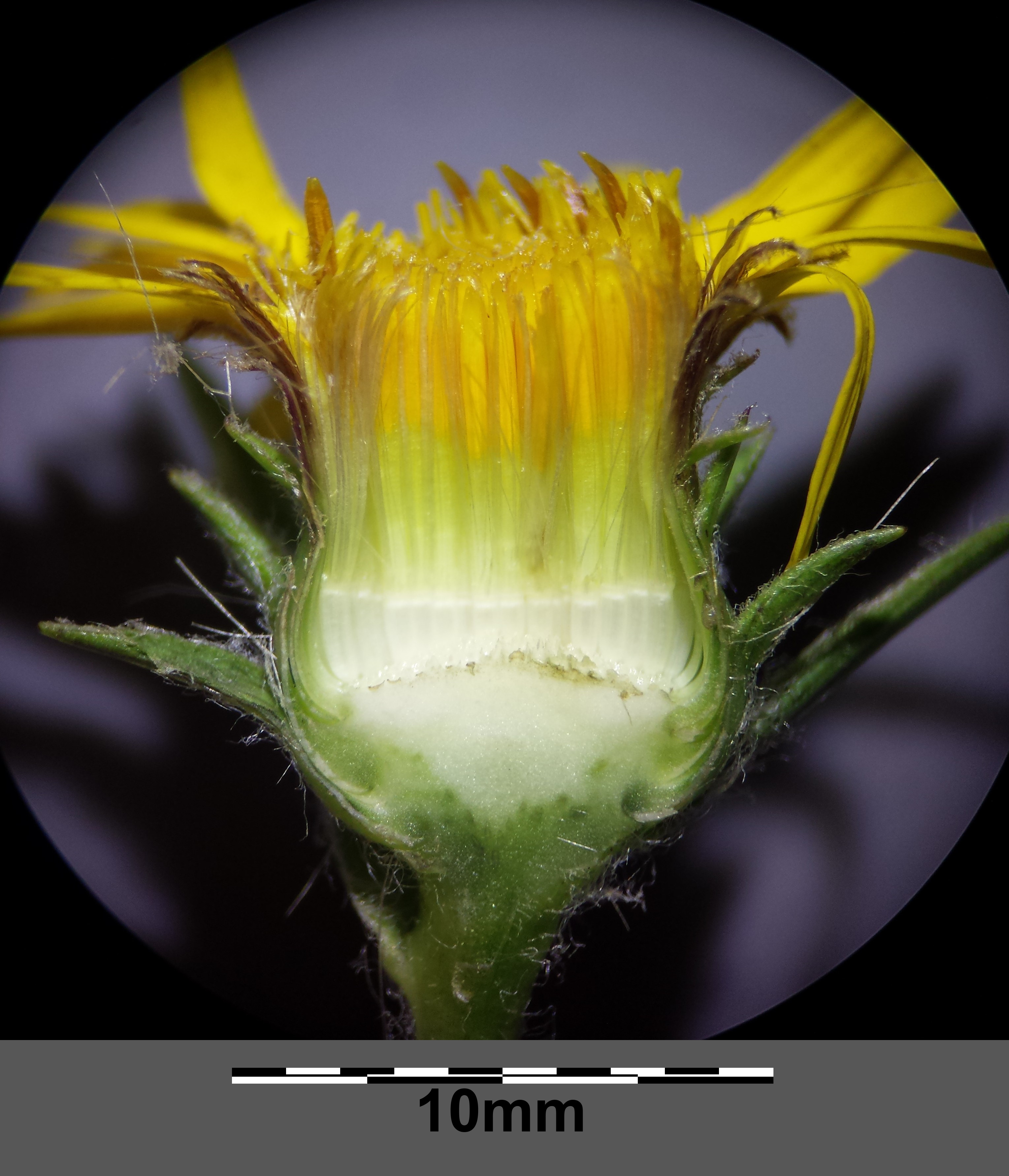
Geöffneter Blütenkorb

## Vorkommen
Das Verbreitungsgebiet des Schwert-Alant liegt vor allem in Ostmittel-, Ost- und Südosteuropa. Im deutschsprachigen Raum ist er in Österreich heimisch. In Deutschland ist er möglicherweise nur ein Neophyt.
In Österreich tritt der Schwert-Alant im pannonischen Gebiet häufig, sonst selten  auf kalkreichen Trockenrasen der collinen Höhenstufe auf. Die Vorkommen beschränken sich auf die Bundesländer Wien, Niederösterreich, das Burgenland und Kärnten. In Oberösterreich ist die Art, die österreichweit als gefährdet und im nördlichen Alpenvorland als stark gefährdet gilt, ausgestorben.
Der Schwert-Alant ist eine Charakterart des Verbands Cirsio-Brachypodion, kommt aber auch in Pflanzengesellschaften des Verbands Geranion sanguinei vor.

## Taxonomie
Die Erstveröffentlichung erfolgte 1753 unter dem Namen (Basionym) Inula ensifolia durch Carl von Linné in Species Plantarum, Tomus II, S. 883. Nach Gutiérrez-Larruscain et al. 2018 sind einige Arten aus der Gattung Inula in die Gattung Pentanema zu stellen. Es erfolgte eine Neukombination zu Pentanema ensifolium (L.) D.Gut.Larr., Santos-Vicente, Anderb., E.Rico & M.M.Mart.Ort. in David Gutiérrez-Larruscain, Maria Santos-Vicente, Arne A. Anderberg Enrique Rico, M. Martínez-Ortega: Phylogeny of the Inula group (Asteraceae: Inuleae): evidence from nuclear and plastid genomes and a recircumscription of Pentanema. In: Taxon, Volume 67, Issue 1, März 2018 auf Seite 159.

## Hybriden
Der Schwert-Alant bildet mit anderen Inula-Arten Hybriden, darunter:
- Inula ×vrabelyiana A.Kern. = Inula ensifolia × Inula salicina